# فهرست دانشگاه‌های کنتاکی

## دانشگاه دولتی
- دانشگاه ایالتی کنتاکی
- دانشگاه لویی ویل
- دانشگاه کنتاکی
- دانشگاه شمال کنتاکی

## کالج خصوصی
- کالج بریا
- سنتر کالج